# Joan Crawford
Lucille Fay Le Sueur (San Antonio, Texas; 23 de marzo de 1904-Nueva York; 10 de mayo de 1977), conocida como Joan Crawford, fue una actriz estadounidense de cine y televisión ganadora de un Óscar de la Academia en 1945. En 1999 el American Film Institute la situó como la décima estrella femenina del cine de todos los tiempos.
Comenzó su carrera como bailarina de segunda en varias compañías teatrales antes de debutar como corista en Broadway, luego gracias a su carisma, personalidad y competitividad, Crawford ganó un contrato cinematográfico con la Metro Goldwyn Mayer en 1925 y se erigió a finales de esta década como una de sus actrices más admiradas, en los últimos años del cine mudo.
Tras adaptarse con éxito al naciente cine sonoro, Joan Crawford se convirtió durante la década de los años 1930, 1940 y 1950, en una de las actrices más aclamadas de la industria de Hollywood y en una de las mejores pagadas de su tiempo junto con otras colegas como Greta Garbo, Marlene Dietrich, Myrna Loy, Bette Davis o Katharine Hepburn. A menudo interpretaba papeles de jóvenes emprendedoras y luchadoras que al final encontraban el amor; estas historias fueron bien recibidas por la crítica y el público (especialmente el femenino) en la época de la gran depresión. Después de un periodo infructuoso a finales de los años 1930 donde fue catalogada como "veneno para la taquilla", ella regresó triunfante a mediados de los años 1940 ganando el Oscar a la mejor actriz en 1945 por la película Mildred Pierce (Alma en suplicio en español). Contrajo matrimonio con el presidente de la compañía Pepsi Cola Alfred Steele e incluso después de la muerte de este, fue directora de la compañía durante un tiempo. Continuó trabajando regularmente durante los años 1960 en filmes de terror y, después de protagonizar Trog en 1970, se retiró definitivamente de la gran pantalla.
Crawford se casó 4 veces, los tres primeros acabaron en divorcio y del último, enviudó. Falleció el 10 de mayo de 1977 víctima de un cáncer de páncreas (otras fuentes citan infarto agudo de miocardio). No tuvo hijos biológicos pero sí adoptó a cuatro (Christina, Christopher, Cathy y Cyndi) siendo muy famosas y polémicas las declaraciones de su hija mayor Christina Crawford, la cual retrató su supuestamente dura infancia al lado de su famosa madre en un libro convertido inmediatamente después de su publicación en un best-seller: Mamita querida, en donde la acusaba de ser una madre cruel, egoísta y manipuladora, un verdadero escándalo en ese tiempo ya que era la primera vez que la vida de un famoso se contaba de una manera tan dura por uno de sus hijos.

## Biografía

### Primeros años
Nació el 23 de marzo de 1904 en San Antonio (Texas), en una familia modesta. Su padre, Thomas Le Sueur, de origen francocanadiense, abandonó la familia antes del nacimiento de Crawford. Luego, su madre, Anna Bell, de origen sueco, contrajo matrimonio en segundas nupcias con Henry Cassin, empresario de teatro, lo que mejoró ostensiblemente la economía y la vida de la pequeña Lucille.
Tenía dos hermanos mayores, Daisy LeSueur, que falleció muy joven, y Hal Hays LeSueur, nacido en 1903.
En 1915 ya trabajaba como camarera en un hotel de Kansas City, compaginándolo con sus estudios en St. Agnes Convent, más tarde en la Rockingham School y finalmente en el Stephen College de Columbia (Missouri) donde aprendió a bailar. El baile fue su primera vocación, pese a que sufrió un accidente que le afectó las piernas. En 1921 debutó en el coro de la revista de Katherine Emerine, también en Kansas City.

### Carrera

#### Comienzos profesionales (1925-1929)
En 1925 ganó un concurso de danza que facilitó su lanzamiento como actriz por la Metro Goldwyn Mayer, en un principio únicamente como doble de Norma Shearer. En 1925 colaboró en la película Sally, Irene and Mary, todavía en los años del cine mudo.

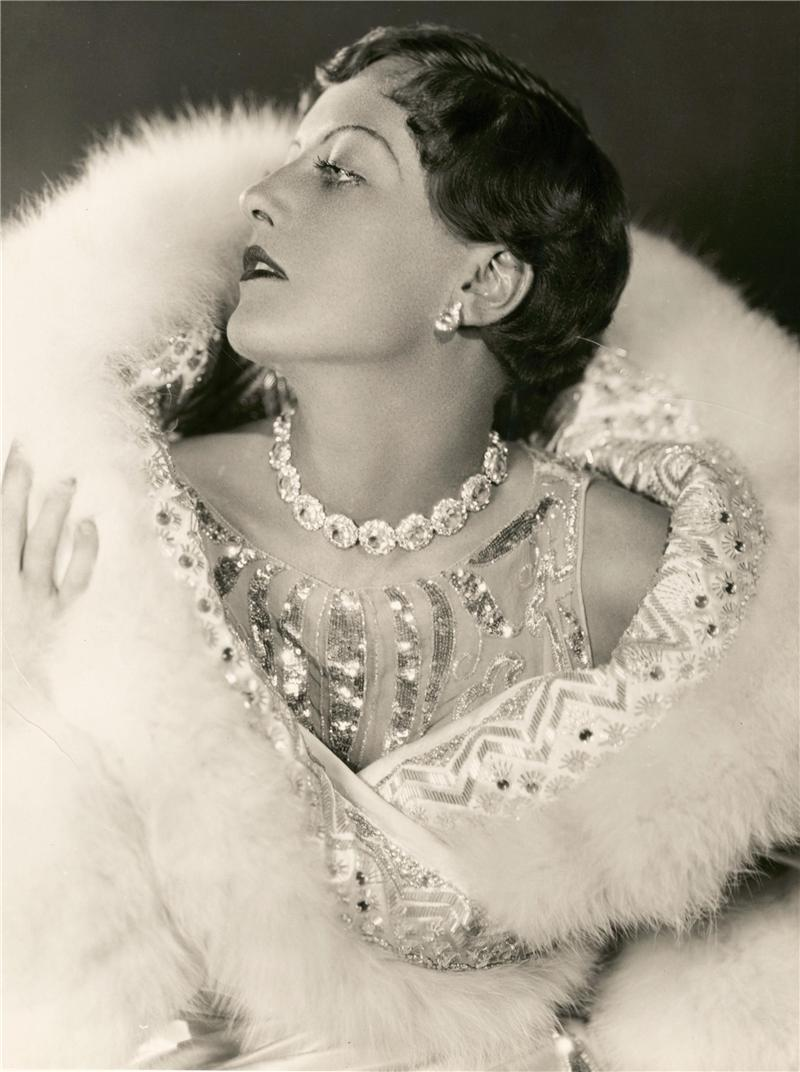
Joan Crawford Foto publicitaria.

En 1926 actuó en la película Noches en París junto a Charles Ray y en 1927 apareció en Garras humanas (The Unknown), de Tod Browning, y en Fiebre de primavera (Spring Fever), de Edward Sedgwick. En conjunto, hizo 23 filmes mudos.
Por entonces, era considerada una flapper, chica de conducta poco convencional y atuendos raros, muy avanzada en sus relaciones amorosas.
Al contrario que otras divas de esta época, como Mary Pickford y Lillian Gish, pudo adaptarse al naciente cine sonoro, y su matrimonio con Douglas Fairbanks Jr. (el 3 de junio de 1929), impulsó su carrera.
Tras cuatro filmes cambió de nombre a Joan Crawford.

#### Transición al cine sonoro (1929-1936)
La película con la que pasó al cine sonoro fue La fierecilla (Untamed, 1929), la cual, no tuvo éxito, pero en ella, pasó la prueba de sonido ya que su voz era potente y expresiva.

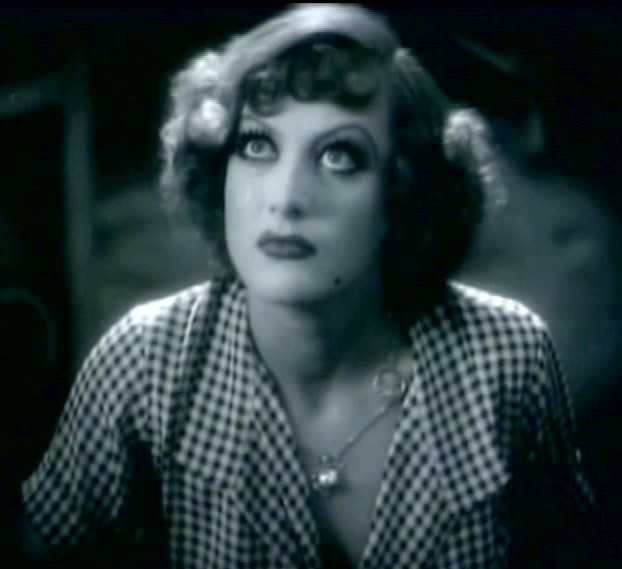
Crawford como Sadie en Bajo la lluvia (1932), de Lewis Milestone.

En El mundo que baila (Dance Fools Dance, 1931), el público pudo ver a Joan Crawford con Clark Gable por primera vez. El magnetismo entre los dos fue tal que el estudio decidió reunirlos en varios proyectos. Joan encontró un actor de su talla y ello quedó plasmado en Possessed (1931), de Clarence Brown, donde ella interpreta a una trabajadora de una fábrica que decide ir a buscar nueva vida en la ciudad.
En 1932 participó en Grand Hotel, famosa película de Edmund Goulding, que ella definiría como «punto crucial» en su carrera. Fue la primera película que agrupaba superestrellas como Greta Garbo, Wallace Beery, John Barrymore y Lionel Barrymore. Hizo además Bajo la lluvia (1932), de Lewis Milestone.
En 1934 rodó Encadenada con Clark Gable, de Clarence Brown, que se iba a llamar Amor sagrado y amor profano, y donde vemos el paso del cine libre al cine ya censurado por el Código Hays; además de Así ama la mujer, con el mismo director: narra de nuevo un amor desesperado que protagoniza la actriz.

#### Problemas profesionales (1937-1942)
Entre otras películas que siguieron, destacan Maniquí (1938), y La hora radiante, las dos dirigidas por Frank Borzage; Mujeres (1939), de George Cukor; Extraño cargamento (1940), rodada otra vez por Frank Borzage; Susana y Dios (1940), y Un rostro de mujer (1941), las dos dirigidas de nuevo por George Cukor; así como Reunión en Francia y Todos besaron a la novia, ambas realizadas en 1942 por Jules Dassin.

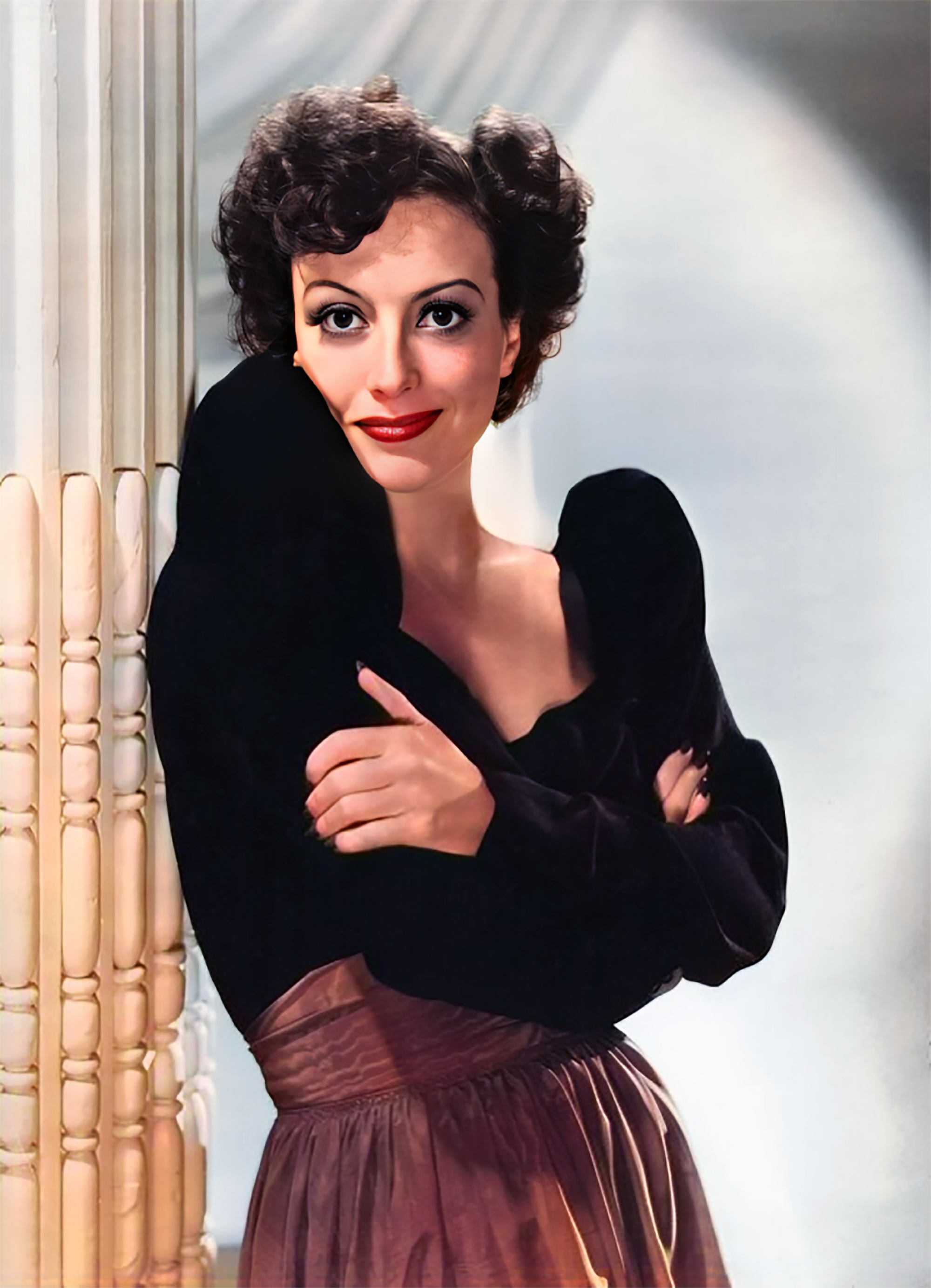
Joan Crawford en 1939.

A pesar de mantenerse muy activa profesionalmente, estos años no fueron fáciles para la actriz: la recaudación de sus películas estaba decayendo, por lo que fue incluida en el grupo de estrellas etiquetadas por la prensa como "veneno para la taquilla" al que también pertenecieron (muy a su pesar) otras divas como Greta Garbo, Marlene Dietrich, Mae West y Katharine Hepburn.

#### Resurgimiento (1943-1952)
En 1944 abandonó su relación de exclusividad con la Metro y empezó a trabajar en varias productoras al tiempo sin llegar a atarse a ninguna: la Warner Brothers, la Columbia Pictures y, al final de su carrera, la RKO Pictures.

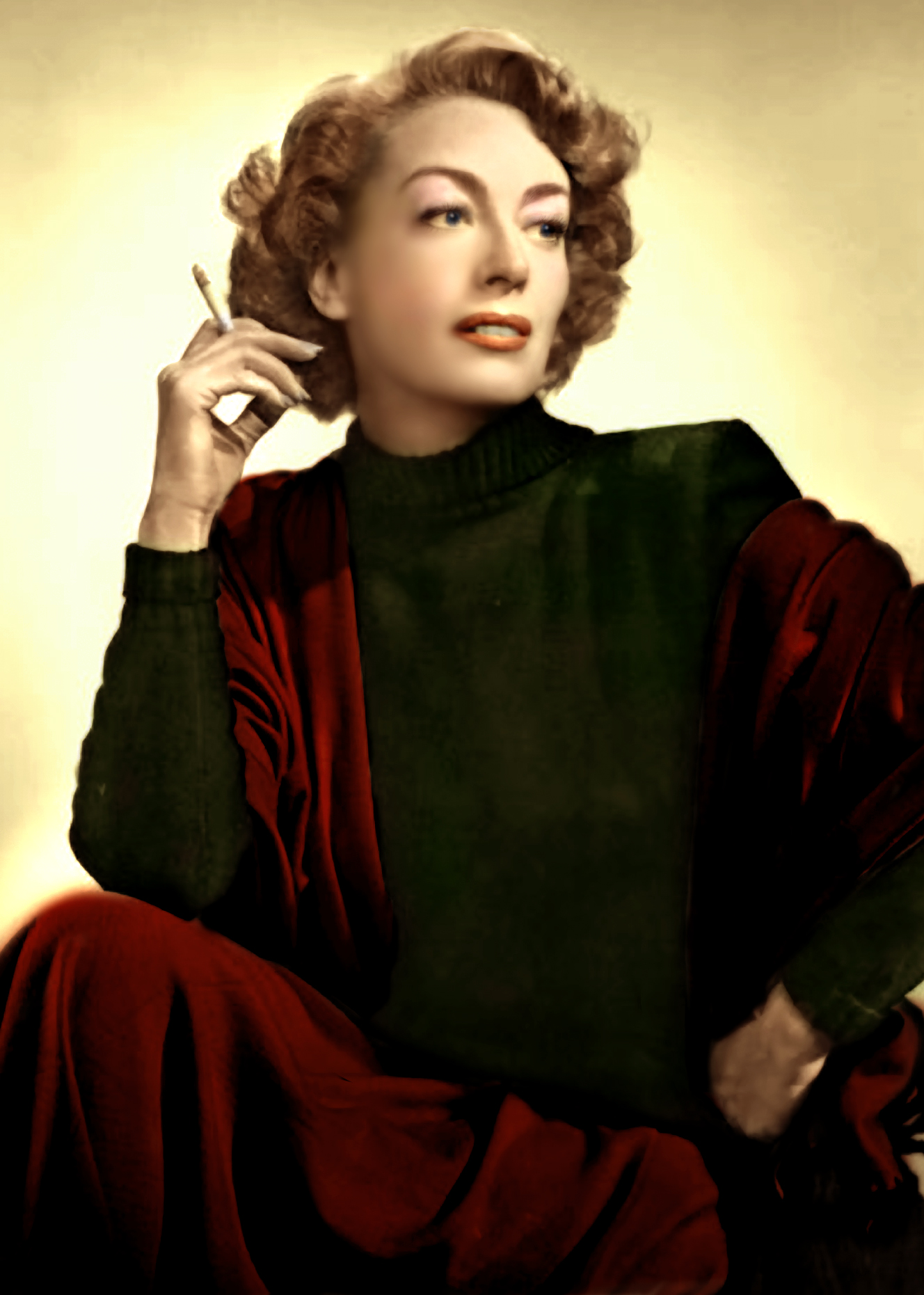
La interpretación de Joan Crawford en Alma en suplicio (Mildred Pierce), obtuvo la aclamación generalizada de la crítica. Por lo que obtuvo su primer y único premio Óscar en 1946.

Obtuvo el destacado premio Óscar a la mejor actriz en 1946 por Alma en suplicio (Mildred Pierce), la versión cinematográfica —por Michael Curtiz— de una novela de James Cain. Curiosamente, ella no acudió a la ceremonia de entrega de los premios, al suponer que sería derrotada por Ingrid Bergman. En 1947 por segunda vez fue nominada al premio Óscar por Possessed, de Curtis Bernhardt, y en 1952 por tercera vez por Miedo súbito (Sudden Fear), de David Miller.
Trabajó en total en más de setenta películas, entre ellas la mítica Johnny Guitar (1954); se cuenta que en su madurez prefería rodar únicamente en platós, no en espacios al aire libre, para poder controlar totalmente la iluminación y aparecer favorecida en pantalla. Poseía un temperamento muy fuerte que le valió numerosos roces con distintos personajes. Su boca ancha, su rostro cuadrado y sus inmensos ojos la convirtieron en una de las actrices más carismáticas y con mejor registro dramático de Hollywood. Para muchos, encarna excepcionalmente la lucha de la mujer por lograr independencia vital y autonomía de decisiones. La guionista de la MGM Frederica Sagur Maas dijo: «Nadie decidió hacer de Joan Crawford una estrella. Joan Crawford se convirtió en estrella porque ella quiso llegar a serlo».

#### Última etapa de su carrera (1962-1972)

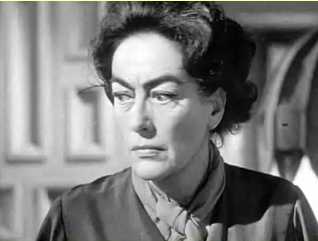
Crawford actuando como Blanche Hudson en una escena de What Ever Happened to Baby Jane? (1962), donde trabajó con Bette Davis.

Crawford se mantuvo activa durante toda la década de 1960 y se centró en roles tanto cinematográficos como televisivos. En 1962, participó en la película de terror What Ever Happened to Baby Jane? (1962), una adaptación cinematográfica de la novela homónima escrita por Henry Farrell, donde actuó al lado de Bette Davis. Crawford y Davis interpretaron a dos hermanas actrices entradas en años forzadas por las circunstancias a compartir una decadente mansión en Hollywood. El director del filme, Robert Aldrich, explicó que ambas actrices fueron cada una conscientes de lo importante que era la película en sus respectivas carreras y comentó: «Es apropiado decir que realmente se detestaban entre sí, pero se comportaron perfectamente». Después de que el filme fuera acabado, las declaraciones públicas de una contra la otra provocaron que se forjara una tensión que luego propició una enemistad de por vida. Cuando Davis fue nominada para un premio de la Academia, Crawford se puso en contacto con las otras actrices nominadas en el mismo rubro que no podían asistir a la ceremonia y se ofreció a aceptar el premio de cualquiera de ellas en caso de que ganaran. Sobre Davis, Crawford dijo: «Nunca tuve tiempo de ser su amiga».
Tras abandonar el hospital retomó su carrera y participó en las películas de terror I Saw What You Did (1965) y Berserk! (1968), dirigidas por William Castle y Jim O'Connolly, respectivamente. Por otro lado, apareció interpretándose a sí misma en la serie de televisión The Lucy Show en el episodio titulado «Lucy and the Lost Star», el cual salió al aire el 26 de febrero de 1968. Durante los ensayos previos a las grabaciones, Crawford se presentó alcoholizada y la protagonista del programa -Lucille Ball- llegó incluso a pensar en reemplazarla con Gloria Swanson por temor a que no pudiera realizar su trabajo. Sin embargo, al momento de grabar sus escenas la actriz se presentó estando sobria y recibió dos ovaciones por parte del público en las grabaciones.
En octubre de 1968, Crawford se ofreció a reemplazar a su hija mayor Christina (que había sido operada de urgencia) en la telenovela grabada en Nueva York The Secret Storm. La productora del programa Gloria Monty aceptó y la actriz a pesar de tener 63 años asumió el rol de la joven Joan Borman Kane. Su estadía en el programa se prolongó por cuatro episodios en los que su audiencia habitual se incrementó considerablemente. En 1969, interpretó el papel protagonista en una película para televisión que fue pensada como piloto para una serie de la NBC: Night Gallery, en el segmento titulado «Eyes», dirigida por Steven Spielberg.
Durante 1970, Crawford fue agasajada por su trayectoria con el premio Cecil B. DeMille que recibió en manos de su colega John Wayne en la ceremonia de premiación de los Globos de oro, que tuvo lugar en la ciudad de Los Ángeles. Su última actuación cinematográfica tuvo lugar en la película británica Trog (1970) dirigida por Herman Cohen. Crawford continuó actuando en televisión y se presentó como invitada en las series The Virginian (1970), The Name of the Game (1971) y The Sixth Sense (1972).

### Últimos años y muerte
Su declive comenzó a hacerse más notorio en el cine a finales de los años 50 y se fue dedicando cada vez más a los negocios. Pero como mujer madura regresó a las pantallas para encarnar a mujeres complejas, papeles en los que siempre estuvo muy a gusto. Interesantemente, en 1968, sustituyó por unos capítulos a su propia hija adoptiva, Christina Crawford en un papel del “culebrón” The Secret Storm (La Tormenta Secreta). Su última interpretación fue en la película Trog en 1970.

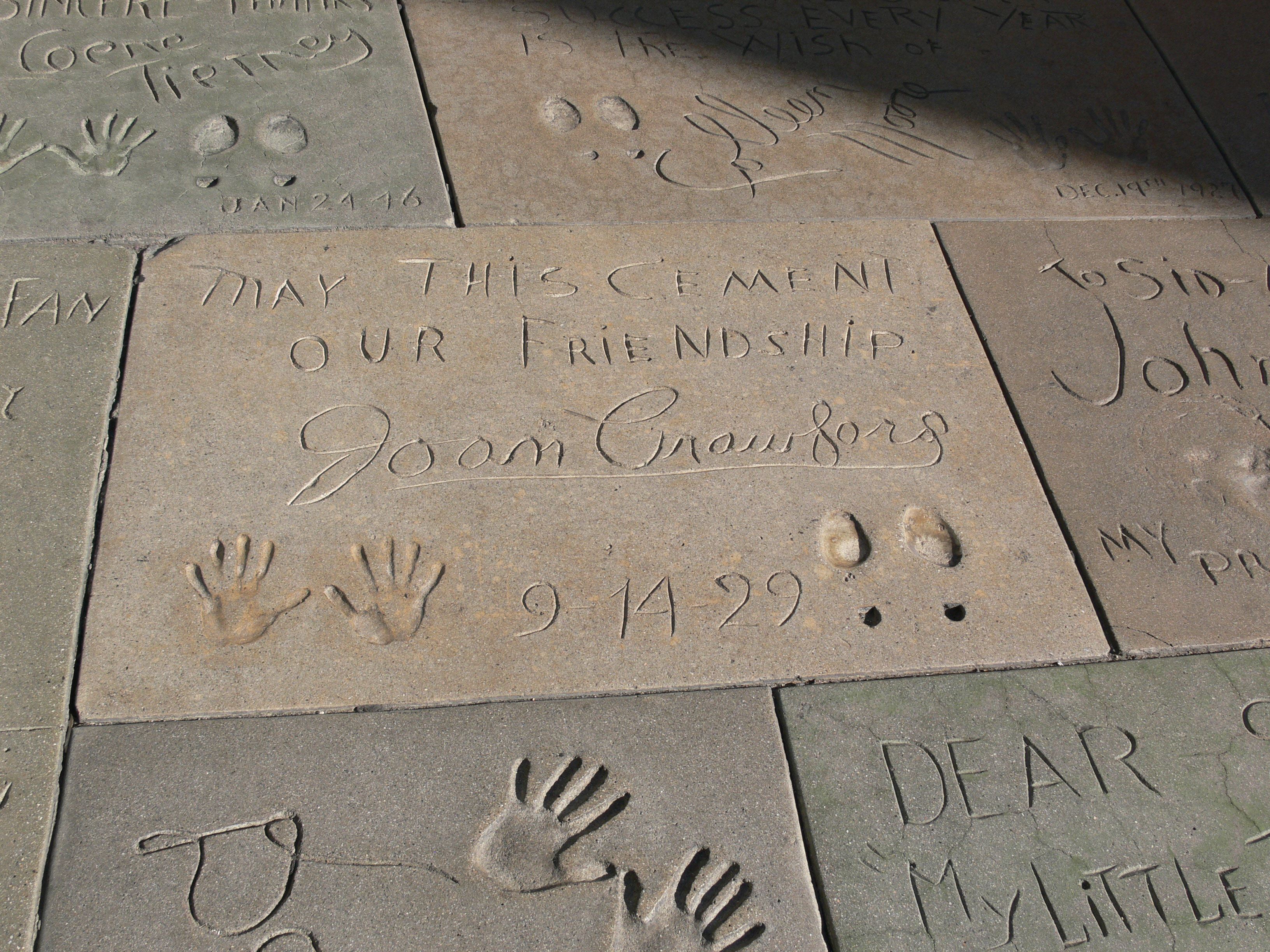
Patio del Teatro Chino Firma de Joan Crawford

Tras su matrimonio con Douglas Fairbanks, Jr., se casó en tres ocasiones más: con Franchot Tone, con Philip Terry y, en 1955, con Alfred Nu Steele; este último era presidente de Pepsi-Cola, y, al morir, dejó a Joan como miembro de la mesa directiva de dicha empresa. Adoptó a cuatro niños.
Fue autora de dos tomos de memorias, separadas casi diez años: A portrait of Joan (1962) y My way of life (1971), que permiten conocer su punto de vista en los conflictos y en las aspiraciones de su vida. Su hija adoptiva Christina Crawford publicó la biografía Mommie Dearest (Mamita querida), tras su muerte en 1977; en ella aparecía Crawford como una mujer dominante y dura. Este relato puede ponerse, con precaución, al lado de los documentos aportados por la actriz: su trayectoria cinematográfica dentro de Hollywood fue, en todo caso, notable y seguramente modélica, dada la capacidad para modificarse en circunstancias dispares y el rigor que manifestó siempre en su trabajo. En 1981 Mommie dearest fue adaptada al cine, con Faye Dunaway encarnando a Crawford.
Su última aparición pública fue el 23 de septiembre de 1974, en una fiesta en honor a su vieja amiga Rosalind Russell (quien estaba enferma de cáncer de mama) en Nueva York.
Joan Crawford falleció el 10 de mayo de 1977 en Nueva York, a causa de un infarto al miocardio; también llevaba tiempo padeciendo cáncer de páncreas.
En su herencia no dejó nada a sus dos hijos mayores, según dejó escrito, «por motivos que ellos conocen de sobra», y a sus dos hijas menores les dejó 77 500 dólares a cada una. También dejó dinero para fines benéficos e instituciones como la American Cancer Society, American Heart Association y The Motion Picture Home, entre otros.

## Personalidad
Joan Crawford era poseedora de una fuerte personalidad, enérgica y carismática. En los platós era muy diligente con el equipo de trabajo y generosa, apasionada en el desarrollo de sus papeles, pero en la vida íntima según algunos íntimos, era una mujer de personalidad bipolar, obsesiva con la pulcritud, adicta al alcohol y manipuladora.

## Rivalidades
Su mayor enemiga profesional y personal fue la actriz Bette Davis, otro mito del cine. Ambas se detestaban, y curiosamente les tocó trabajar juntas como protagonistas en el excelente film What Ever Happened to Baby Jane? donde Crawford encarna a Blanche Hudson, víctima de los horrendos malos tratos de su hermana Jane, interpretada por Davis. Durante el rodaje, Bette Davis hizo instalar una máquina dispensadora de Coca-Cola en el set, para hacer enfadar a Joan Crawford ya que su esposo, Alfred Steele, era un ejecutivo de Pepsi-Cola. La rivalidad prosiguió tras el estreno del filme: en 1963, Bette Davis era candidata al premio Óscar por su papel, y Joan Crawford no; y esta última se ofreció a las restantes actrices nominadas para recoger el premio si alguna no pudiese hacerlo (y arrebatar así el protagonismo a Davis). La estratagema de Crawford resultó acertada: el Óscar fue para Anne Bancroft, ausente por una función teatral, y Crawford salió al escenario a recoger la estatuilla en su lugar, dejando estupefacta a Bette Davis.
Años antes, Crawford había sido nominada al Óscar por Mildred Pierce, pero no acudió a la ceremonia (simulando estar enferma) al suponer que la ganadora sería Ingrid Bergman por Las campanas de Santa María; Crawford no quería verse derrotada en público. Pero resultó la ganadora, de modo que en pocas horas se vistió y preparó su dormitorio para recibir en la cama a un enviado de la Academia con el trofeo (y para posar ante los periodistas).
Crawford tenía otra enemiga menos conocida: odiaba a Norma Shearer, que estando casada con un gran ejecutivo de la MGM acaparaba los mejores papeles. Al adaptar el libro A Free Soul, cierto guionista había pensado en Crawford, y Crawford peleó en vano por conseguir el papel: estando Irving Thalberg en la producción de la película, el papel 'Jan Ashe' recayó en su esposa, Norma. La película fue nominada para tres premios Óscar, incluyendo mejor actriz principal para esta. Comentando la "ventaja" que tendría Shearer para obtener los buenos papeles, Crawford decía: «Se acuesta con el jefe. ¿Quién puede competir con eso?». Y descalificaba la apariencia y talento de Shearer: «No lo entiendo. Es bizca, patizamba, y como actriz no vale un duro. ¿Qué es lo que le ven?». Ante lo cual Shearer respondió: «Es imposible hacer algo bien hecho sin pisarle los pies a algunas personas; tener enemigos es inevitable cuando uno hace las cosas bien».
Durante la grabación de la comedia de 1939 The Women, su rivalidad se volvió más evidente (Crawford tejía fuertemente durante las grabaciones de las escenas de Shearer); por ello, George Cukor, el director, tuvo que echarla del plató. El enfrentamiento fue bueno para la película: la buena publicidad y la buena producción hicieron de la ella un éxito. El personaje de Crawford en esa película roba el marido al personaje de Shearer; Crawford dijo: «Adoro interpretar a perras, y ella me ayudó en eso».

## Legado
Joan dejó huella en el cine y en el público en general. Cuando el American Film Institute publicó una lista de los 50 mejores actores del siglo XX, ella fue situada en el puesto número 10, más de 20 años después de su fallecimiento.
Recibió una estrella en el paseo de la fama el 8 de febrero de 1960, en el 1750 de Vine Street.

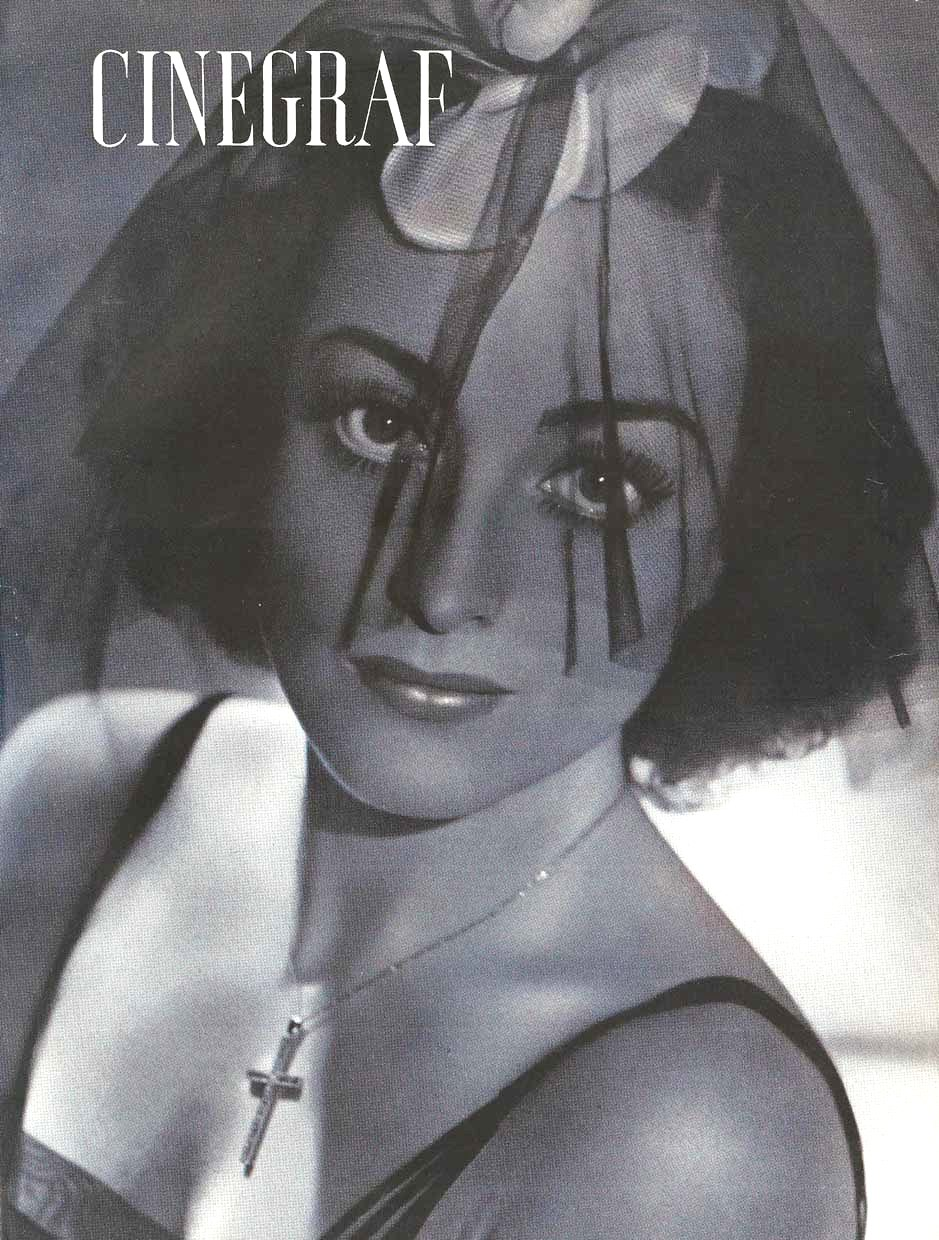
Joan Crawford en la portada de la revista argentina Cinegraf

El grupo musical Sonic Youth hizo una canción llamada como una de sus películas más famosas, Mildred Pierce y, en el videoclip, aparecen imágenes de dicha estrella en el paseo de la fama. El grupo musical Blue Öyster Cult le dedicó una canción homónima en su disco Fire Of Unknown Origin. La conocida pintora Margaret Keane la retrató en un cuadro. En 2012 se subastó el Óscar que ganó por su papel principal en Mildred Pierce, y se llegó a pagar por él una suma de aproximadamente 427 000 dólares.
En 2017 se estrena la serie Feud, dirigida por Ryan Murphy, que protagonizan Bette Davis y Joan Crawford, basada en su enemistad durante el rodaje de ¿Qué fue de Baby Jane?. Jessica Lange interpreta a Joan mientras que Davis es caracterizada por Susan Sarandon.

## Filmografía

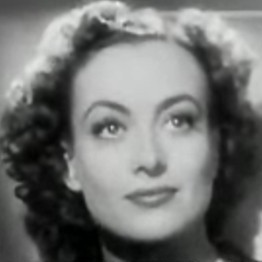
Joan Crawford en 1937.

### Cine mudo
- Ropa vieja (Old Clothes, 1925)
- The Only Thing (1925)
- El Jazz-Band del Folies (Pretty Ladies, 1925)
- Como las mariposas (Sally, Irene and Mary, 1925)
- The Boob (1926)
- Noches de París (París, 1926)
- Un sportman de ocasión (Tramp, Tramp, Tramp, 1926)
- Fiebre de primavera (Spring Fever, 1927)
- Bailarinas con taxímetro (The Taxi Dancer, 1927)
- Filibusteros modernos (Twelve Miles Out, 1927), de Jack Conway
- Corazones comprensivos (The Understanding Heart, 1927)
- Garras humanas (The Unknown, 1927), de Tod Browning
- Por la razón y la fuerza (Winners of the Wilderness, 1927)
- La ruta de Singapur (Across to Singapore, 1928)
- Sueño de amor (Dream of Love, 1928)
- La cárcel de la redención (Four Walls, 1928)
- The Law of the Range (The Law of the Range, 1928)
- Vírgenes modernas (Our Dancing Daughters, 1928)
- Rose Marie (Rose-Marie, 1928)
- El cadete de West Point (West Point, 1928), de Edward Sedgwick
- El piropeador (The Duke Steps Out, 1929)
- Hollywood Revue (The Hollywood Revue of 1929, 1929)
- Jugar con fuego (Our Modern Maidens, 1929)

### Sonoro
- La indomable (Untamed, 1929), de Jack Conway
- Luz de Montana (Montana Moon, 1930), dir. Malcolm St. Clair
- Novias ruborosas (Our Blushing Brides) (1930), Harry Beaumont
- Pagada (Paid, 1930), dir. Sam Wood
- Danzad, locos, danzad (Dance, Fools, Dance, 1931), dir. Harry Beaumont
- Salvada (Laughing Sinners, 1931), de Harry Beaumont
- Possessed (Possessed, 1931), dir. Clarence Brown
- Diamantes robados (Slippery Pearls(1931), dir. William C. McGann,
- Enfermeras de noche (1931), dir. William Wellman
- Esta edad moderna (This Modern Age, 1931, de Nick Grinde
- Wir schalten um auf Hollywood (1931), dir. Frank Reicher
- Gran Hotel (Grand Hotel, 1932), dir. Edmund Goulding
- Letty Lynton (1932) dir. Clarence Brown
- Bajo la lluvia (Rain) (1932), dir. Lewis Milestone.
- Alma de bailarina (Dancing Lady, 1933), de Robert Z. Leonard
- Vivamos hoy (Today We Live, 1933), de Howard Hawks.
- Encadenada (Chained, 1934), de Clarence Brown
- Cuando el diablo asoma (Forsaking All Others), 1934), dir. W.S. Van Dyke
- Así ama la mujer (Sadie McKee, 1934), dir. Clarence Brown
- Yo vivo mi vida (I Live My Life, 1935), dir. W.S. Van Dyke
- No quedan damas (No More Ladies, 1935), dir. Edward H. Griffith, George Cukor
- La pícara hermosa (The Gorgeous Hussy) (1936), dir. Clarence Brown
- Amor en prisa (Love on the Run, 1936), dir. W.S. Van Dyke
- La novia vestía de rojo (The Bride Wore Red, 1937), dir. Dorothy Arzner
- El último adiós a la señora Cheyney (The Last of Mrs. Cheyney, 1937), dir. Richard Boleslawski
- Maniquí (Mannequin, 1938), dir. Frank Borzage
- La hora radiante (The Shining Hour, 1938), dir. Frank Borzage
- Ice Follies of 1939 (1939), de Reinhold Schunzel
- Mujeres (The Women, 1939), dir. George Cukor
- Extraño cargamento (Strange cargo, 1940), dir. Frank Borzage
- Susana y Dios (Susan and God, 1940), dir. George Cukor
- Cuando ellas se encuentran (When Ladies Meet, 1941), dir. Robert Z. Leonard
- Un rostro de mujer (A Woman's Face, 1941), dir. George Cukor
- Reunión en Francia (Reunion in France, 1942), dir. Jules Dassin
- Todos besaron a la novia (They All Kissed the Bride, 1942)
- Bajo sospecha (Above Suspicion, 1943), dir. Richard Thorpe
- Hollywood Canteen (1944), dir. Delmer Daves
- Alma en suplicio (Mildred Pierce, 1945), dir. Michael Curtiz
- Humoresque (1946), dir. Jean Negulesco
- Entre el amor y el pecado (Daisy Kenyon, 1947), dir. Otto Preminger
- Possessed (Possessed, 1947), dir. Curtis Bernhardt
- Flamingo Road (Flamingo Road, 1949), dir. Michael Curtiz.
- El amor no puede esperar (It's a Great Feeling, 1949), de David Butler
- Los condenados no lloran (The damned don't cry, 1950)
- La envidiosa (Harriet Craig, 1950)
- Adiós, mi amor (Goodbye, My Fancy, 1951)
- Miedo súbito (Sudden Fear, 1952), de David Miller
- La mujer peligrosa (This Woman Is Dangerous, 1952), de Felix E. Feist
- La canción de la antorcha (Torch Song, 1953), de Charles Walters
- Johnny Guitar (Johnny Guitar, 1954), dir. Nicholas Ray
- Una mujer en la playa (Female on the Beach, 1955), de Joseph Pevney
- Queen Bee (1955), de Ranald MacDougall
- Hojas de otoño (Autumn Leaves, 1956), de Robert Aldrich
- La historia de Esther Costello (The Story of Esther Costello, 1957), de David Miller.
- Mujeres frente al amor (The Best of Everything, 1959)
- ¿Qué fue de Baby Jane? (What Ever Happened to Baby Jane?, 1962), de Robert Aldrich
- Los guardianes (The Caretakers) (1963)
- El caso de Lucy Harbin (Strait-Jacket, 1964), de William Castle
- Jugando con la muerte (I Saw What You Did, 1965), de William Castle
- El circo del crimen (Berserk, 1967), de William Castle
- Night Gallery (1969), de Steven Spielberg
- Trog (1970), de Freddie Francis (británica)

## Premios y nominaciones
Premios Óscar
| Año  | Categoría    | Película         | Resultado |
| ---- | ------------ | ---------------- | --------- |
| 1946 | Mejor Actriz | Alma en suplicio | Ganadora  |
| 1948 | Mejor Actriz | Amor que mata    | Nominada  |
| 1953 | Mejor Actriz | Miedo súbito     | Nominada  |

Premios Globos de Oro
| Año  | Categoría               | Película                | Resultado |
| ---- | ----------------------- | ----------------------- | --------- |
| 1952 | Mejor Actriz - Drama    | Miedo súbito            | Nominada  |
| 1970 | Premio Cecil B. DeMille | Premio a la trayectoria | Ganadora  |

Premios BAFTA
| Año  | Categoría    | Película               | Resultado |
| ---- | ------------ | ---------------------- | --------- |
| 1963 | Mejor Actriz | ¿Qué fue de Baby Jane? | Nominada  |

National Board of Review
| Año  | Categoría    | Película       | Resultado |
| ---- | ------------ | -------------- | --------- |
| 1945 | Mejor Actriz | Mildred Pierce | Ganadora  |